# 周文靖

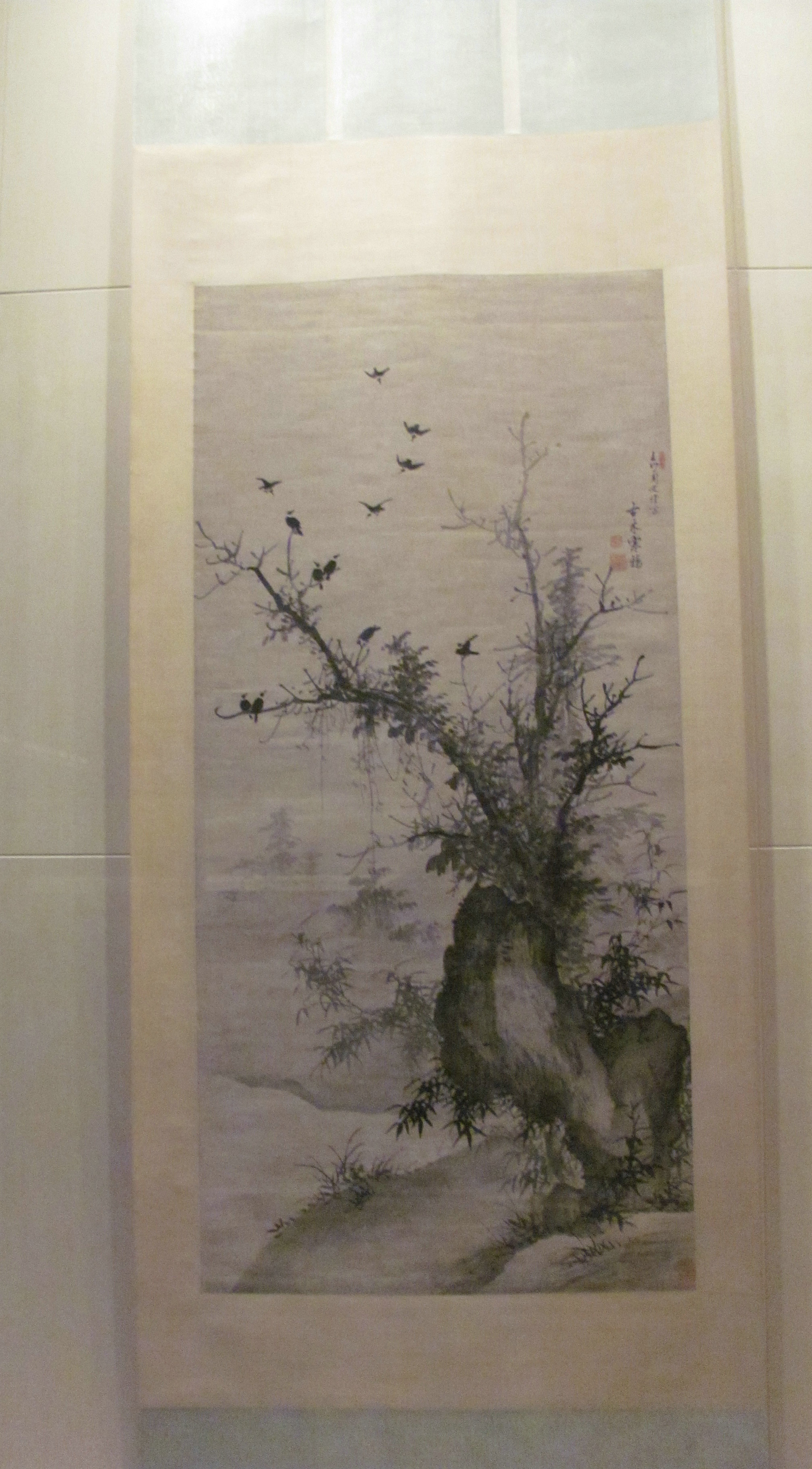
藏于上海博物馆的《古木寒鸦图》

周文靖（十五世纪-十六世纪）福建莆田人，明代画家，擅长山水画。曾为宣德年间画院画家。画作有《古木寒鸦图》轴，现藏于上海博物馆。